# Брайтенау-ам-Гохланч
Брайтенау-ам-Гохланч (нім. Breitenau am Hochlantsch) — ярмаркова комуна  (нім. Marktgemeinde)  в Австрії, у федеральній землі Штирія. 
Входить до складу округу Брук-Мюрццушлаг.  Населення становить 1,761 осіб (станом на 31 грудня 2013 року). Займає площу 62 км².